# Охотхозяйство (Новосибирская область)
Охотхозя́йство — посёлок в Колыванском районе Новосибирской области. Входит в состав Скалинского сельсовета.

## Население
| 2002 | 2007 | 2010 |
| ---- | ---- | ---- |
| 10   | ↘0   | ↗3   |

## Инфраструктура
В посёлке по данным на 2007 год отсутствует социальная инфраструктура.